# Thorsten Wahlers

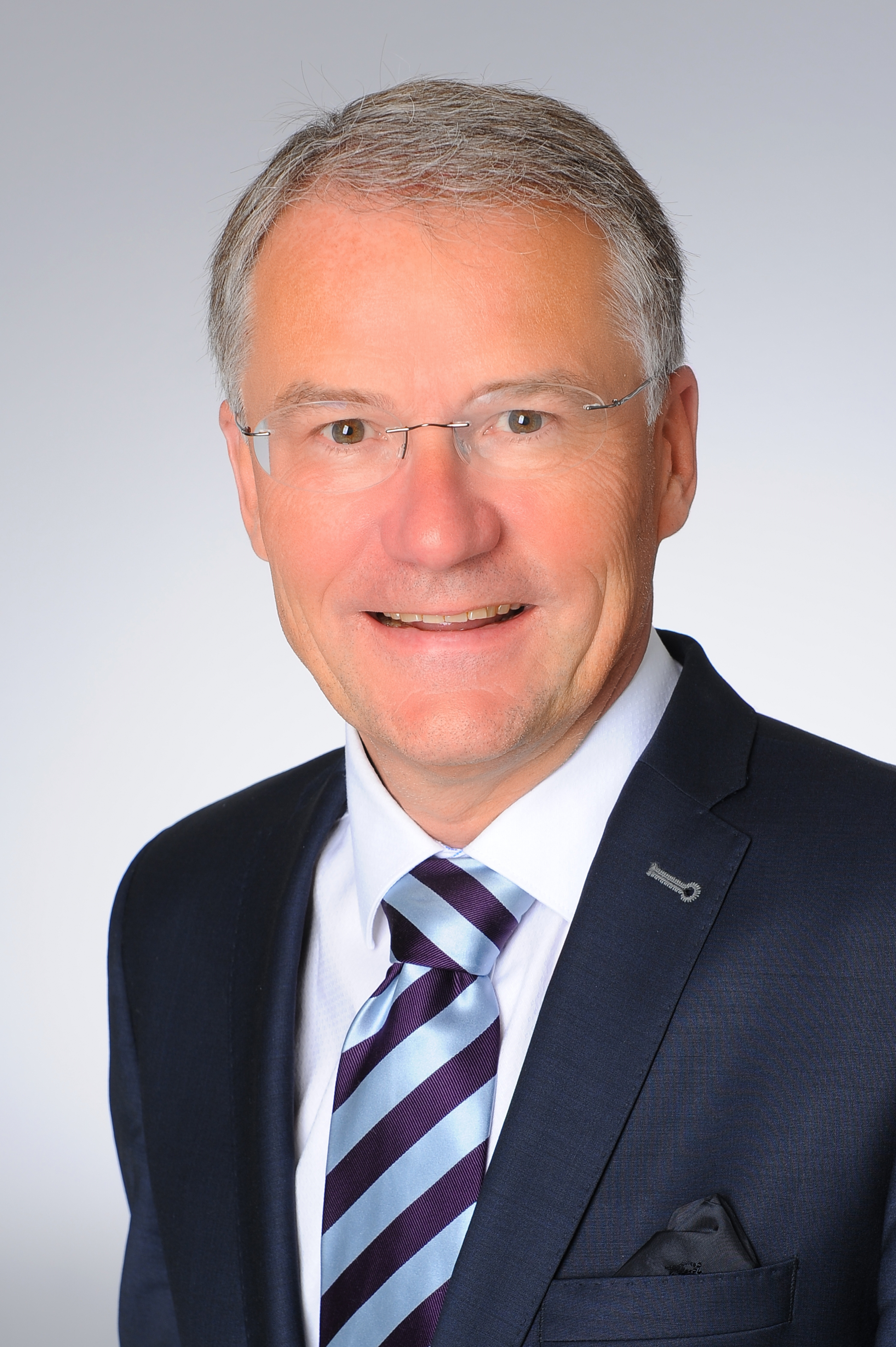
Thorsten Wahlers

Thorsten Wahlers (* 8. Februar 1958 in Kaltenkirchen, Deutschland) ist ein deutscher Herz- und Thoraxchirurg und Hochschullehrer. Er ist verheiratet, hat 2 Kinder und lebt in Köln.

## Leben
Wahlers legte nach seinem Medizinstudium an den Universitäten in Bonn, Düsseldorf und Köln an der Universität Köln das medizinische Staatsexamen ab und wurde anschließend 1983 bei dem Kardiologen Hans Hermann Hilger über den „Einfluss von Oxyfedrin auf die bradykarden Herzrhythmusstörungen beim Menschen“ promoviert. Hiernach begann er seine chirurgische Weiterbildung am Zentrum Chirurgie der Medizinischen Hochschule Hannover. Im Jahre 1986/1987 arbeitete er mit Magdi Yacoub am Harefield Hospital bei London und beschäftigte sich klinisch und wissenschaftlich mit neuen Techniken der Organkonservierung in der Herz- und Lungentransplantation. Er schloss seine Weiterbildung 1989 als Facharzt für Chirurgie ab. Er wurde 1990 Oberarzt an der Klinik für Thorax-, Herz- und Gefäßchirurgie und erhielt 1991 seine Anerkennung als Facharzt für Thorax- und Kardiovaskularchirurgie sowie als Facharzt für Gefäßchirurgie.
1992 habilitierte er sich in Hannover mit einem tierexperimentellen Thema zur Organprotektion in der Herz-Lungen-Transplantation und wurde 1995 leitender Oberarzt der Klinik. 1996 erfolgte seine Ernennung zum außerplanmäßigen Professor an der Medizinischen Hochschule Hannover.
1999 wurde er zum Ordinarius für Herzchirurgie an der Universität Jena ernannt und übernahm die Leitung der neueröffneten Klinik für Herz-, Thorax- und Gefäßchirurgie.
In Jena wurde die Herzchirurgie durch ihn und seine Mitarbeiter von Grund auf neu aufgebaut, während die Thorax- und Gefäßchirurgie neu ausgerichtet wurde. Das Operationsprogramm wuchs nach der Eröffnung im September 1999 stetig. Die minimalinvasive Bypasschirurgie (Midcab) wurde neu eingeführt. Zusätzlich zum Routineoperationsprogramm erfolgten Implantationen von Herzunterstützungssystemen und Herztransplantationen (ab 2000). Wahlers führte die erste Lungen- und die erste Herzlungentransplantation in Thüringen durch. Im Mai 2002 implantierte er das erste Lion-Heart in Ostdeutschland, ein voll implantierbares Linksherzunterstützungssystem. Zum Zeitpunkt des Weggangs wurden mehr als 1000 Herzoperationen pro Jahr durchgeführt und die Klinik war unter den ersten zehn Transplantationszentren in der Bundesrepublik gelistet. Von 2001 bis 2003 plante er das neue Klinikum in Jena-Lobeda mit, der Umzug erfolgte 2004. In den Jahren 2002 und 2003 wurden Operationskurse für Assistenten in Weiterbildung durchgeführt, die nationale Aufmerksamkeit erhielten, weil die theoretische mit einer praktischen Ausbildung am Schweineherzen kombiniert wurde.
Im November 2005 wurde er auf das Ordinariat für Herzchirurgie, Herzchirurgische Intensivmedizin und Thoraxchirurgie am Universitätsklinikum Köln berufen.
Zusammen mit seinem kardiologischen Kollegen Erland Erdmann wurde 2007 das neu erbaute Herzzentrum der Universität zu Köln bezogen. Im Jahre 2012 trat dort Stephan Baldus die Nachfolge Erdmanns an. 2009 - 2014 war er der Sprecher des Ordinarienkonventes der Herzchirurgen in Deutschland.
Wahlers verantwortete neben seinen rein chirurgischen Aufgabenfeldern auch gemeinsam mit seinen kardiologischen Kollegen im Herzteam die Implantation kathetergestützter Herz-Klappensysteme (TAVI, Mitralklappe).
Daneben bestanden Schwerpunkte seiner Tätigkeit in der komplexen Bypasschirurgie (mit und ohne Herzlungen-Maschine), der minimal-invasiven Klappenchirurgie unter Einschluss aller katheterinterventionellen Verfahren, der Chirurgie bei Aneurysmen und Dissektionen der Hauptschlagader, der Durchführung von Zweit- und Drittoperationen, der Implantation von Herzunterstützungsdevices und Herz- und Lungentransplantationen sowie der Thoraxchirurgie in Kooperation mit Khosro Hekmat (seit 2012).
Minimalinvasive Behandlungsverfahren (Mitralrekonstruktionen, Herztumoentfernungen) konnten mit Unterstützung des Fördervereins des Herzzentrums durch Bereitstellung eines Videoturmes 2007 eingeführt werden. Die Therapie der Aortenstenose durch katheterinterventionelle Verfahren (TAVI) wurde im Herzzentrum Köln 2008 begonnen und gemeinsam mit der Kardiologie durchgeführt. In den Folgejahren entwickelte sich das Herzzentrum Köln zu einem der führenden Zentren der Katheterinterventionellen Behandlung. 2023 wurden mehr als 600 TAVI-Implantationen durchgeführt.
Zusätzlich konnte er in Köln ein ECMO (Extrakorporale Membranoxygenierung) Programm etablieren, welches auch für andere Zentren für Patienten unter Wiederbelebung abrufbar ist.
Im August 2024 ist er in den Ruhestand eingetreten.
Thorsten Wahlers hat die Bundesrepublik 1996 im Rahmen der Herzoperation des russischen Präsidenten Boris Jelzin beraten. Er ist als Gutachter für die Deutsche Gesellschaft für Thorax-, Herz- und Gefäßchirurgie, die American Association for Thoracic Surgery, die Internationale Gesellschaft für Herz- und Lungentransplantation sowie des Bundesministeriums für Gesundheit sowie für die Deutsche Forschungsgemeinschaft und das BMBF tätig.
Im internationalen Kontext wirkte er begleitend bei der Weiterentwicklung der medizinischen Hochschul- und Versorgungssituation in St. Petersburg. 2019 wurde von ihm eine Kooperation mit dem Sun Yat-Sen Memorial Hospital, Sun Yat-Sen University (abgekürzt SYSU, Chinesisch 中山大學, Pinyin: Zhōngshān dàxué), Ghuangzou, China initiiert, die aufgrund der Covid-Pandemie und der internationalen Entwicklung ruht. Durch ihn erfolgten zahlreiche Beratungen verschiedener Universitäten in Strukturentwicklungs- und Personalfragen.
Zahlreiche seiner Schüler haben leitende Positionen in der Herz-, Thorax- und Gefässchirurgie im europäischen Raum übernommen (Graz, Tina Cohnert; Bernau, Johannes Albes; Stuttgart, Ulrich Franke; Bochum, Justus Strauch; Harefield, Guys and St.Thomas NHS Foundation Trust, Anton Sabashnikow).
Nach seiner Emeritierung 2024 ist er weiterhin als Berater in Gremien der Medizinindustrie, Gutachter für den Deutschen Akademischen Austauschdienst (DAAD), im Beirat der Deutschen Herzstiftung, im Vorstand der Elisabeth und Rudolf Hirsch Stiftung für Medizinische Forschung, in Advisory Boards sowie für zahlreiche Gerichte in der Begutachtung von Behandlungsfehlern tätig.

## Auszeichnungen
Im Rahmen seiner wissenschaftlichen Tätigkeit hat er zahlreiche Forschungspreise als Einzelforscher (Auswahl) oder mit seinen Arbeitsgruppen erhalten:
- 1989 Presidents Award der International Society for Heart and Lung Transplantation,
- 1992 Ethicon-Preis der Deutschen Gesellschaft für Thorax-, Herz- und Gefäßchirurgie
- 1993 Köhler-Preis der Deutschen Gesellschaft für Thorax-, Herz- und Gefäßchirurgie.

Von 2014 bis 2024 war er an der Planung eines Kardiologie-Kongresses in Köln (Cologne Cardiovascular Summit) beteiligt.
Mehr als 680 wissenschaftliche Arbeiten (Stand: April 2025) wurden von ihm in nationalen und internationalen Fachzeitschriften veröffentlicht. Wahlers ist Koautor zahlreicher Fachbücher der Herzchirurgie und Kardiologie sowie Herausgeber von Büchern zu Operationstechniken in der Herzchirurgie und ECMO Anwendung.

## Schriften (Auswahl)
- Der Einfluß von Oxyfedrin auf die bradykarden Herzrhythmusstörungen beim Menschen: Untersuchungen mit Hilfe der Elektrokardiographie. 1983 (Dissertation, Universität Köln, 1983).
- Organprotektion in der Lungen- und Herz-Lungen-Transplantation: Tierexperimentelle Untersuchungen zur Verbesserung derzeitiger Perfusionsverfahren. Thieme, Stuttgart 1992.
- hrsg. mit Thorsten Wittwer: OP-Atlas herzchirurgische Operationen. Lehmanns Media, Berlin 2005.
- hrsg. mit Thorsten Wittwer und David H. Adams: Cardiac surgical operative Atlas. Lehmanns Media, Berlin 2008.
- hrsg. mit Anton Sabashnikow: ECMO Retrieval Program Foundation. Springer International, 2023.